# Rotbrust-Tüpfelbuntbarsch
Der Rotbrust-Tüpfelbuntbarsch, auch Tüpfelbuntbarsch (Laetacara dorsigera, Syn.: Aequidens dorsigerus) ist ein friedlicher Süßwasserzierfisch der Buntbarsche, welcher von Johann Jakob Heckel im Jahre 1840 erstmals beschrieben wurde.

## Merkmale
Das Männchen wird bis zu 8 cm und das Weibchen bis zu 6 cm groß. Die Farben variieren im braun-grün-grauen Bereich.
Flossenformel : Dorsale XV/7, Anale III/7, Pectorale 15.

## Ökologie

### Vorkommen
Der Rotbrust-Tüpfelbuntbarsch kommt im tropischen Südamerika, im Amazonasgebiet, Río Mamoré in Bolivien bis zum Río Paraná in Argentinien und im Río Paraguay vor. Die Gewässer weisen dort folgende Wasserwerte auf:
- einen pH-Wert von 6,0 bis 7,2
- einen KH-Wert von 2 bis 7
- einen GH-Wert von 2 bis 17 °dH
- eine Temperatur von 20 bis 25 °C

### Fortpflanzung
Wie alle Tüpfelbuntbarsche ist auch der Rotbrust-Tüpfelbuntbarsch ein Offenbrüter. Die Eier werden nach der Balz vom Weibchen meist in eine vorbereitete Grube oder auf einen flachen Stein, der zuvor ausgiebig geputzt wurde, gelegt. Die nähere Umgebung des Geleges wird gegen jeden Eindringling aggressiv verteidigt. Die Fische haben während der Brut eine intensivere Färbung.

## Aquaristik
Dunkel eingerichtete Aquarien von mindestens 80 Zentimetern Kantenlänge mit vielen Pflanzen und Rückzugsmöglichkeiten kommen den Ansprüchen dieser etwas scheuen Art entgegen. Die Fische sollten paarweise gehalten werden, da sie weitgehend monogam sind.
In weichem und leicht saurem Wasser entfalten die Fische ihre volle Farbenpracht.

### Zucht
Die Eier werden nach der Balz vom Weibchen meist in eine vorbereitete Grube oder auf einen flachen Stein, der zuvor ausgiebig geputzt wurde, gelegt. Die nähere Umgebung des Geleges wird gegen jeden Eindringling aggressiv verteidigt. Der Schlupf erfolgt je nach Wassertemperatur nach ca. 40 bis 55 Stunden. Nach ca. fünf Tagen schwimmen die Jungfische frei und sollten mit Räder- oder Pantoffeltierchen angefüttert werden, da sie selbst frisch geschlüpfte Artemia-Nauplien noch nicht bewältigen können. Staubfutter kann auch verwendet werden, wird aber wie bei vielen Buntbarscharten selten angenommen. Die Fische wachsen relativ langsam und erreichen nach ca. 9 Monaten ihre volle Körpergröße.